# سیارک ۷۱۷۴
سیارک ۷۱۷۴ (به انگلیسی: 7174 Semois، نامگذاری:1988SQ) هفت هزار و صد و هفتاد و چهارمین سیارک کشف شده‌است که در ۱۸ سپتامبر ۱۹۸۸ کشف شد.